# Narkajärvi (Karesuando socken, Lappland, 757875-177381)
Narkajärvi är en sjö i Kiruna kommun i Lappland och ingår i Torneälvens huvudavrinningsområde. Sjön har en area på 0,533 kvadratkilometer och ligger 429 meter över havet. Narkajärvi ligger i Torne och Kalix älvsystem Natura 2000-område.

## Delavrinningsområde
Narkajärvi ingår i det delavrinningsområde (757924-177488) som SMHI kallar för Utloppet av Narkajärvi. Medelhöjden är 439 meter över havet och ytan är 4,15 kvadratkilometer. Det finns inga avrinningsområden uppströms utan avrinningsområdet är högsta punkten. Vattendraget som avvattnar avrinningsområdet har biflödesordning 5, vilket innebär att vattnet flödar genom totalt 5 vattendrag innan det når havet efter 377 kilometer. Avrinningsområdet består mestadels av skog (49 procent) och sankmarker (36 procent). Avrinningsområdet har 0,62 kvadratkilometer vattenytor vilket ger det en sjöprocent på 15 procent.